# Jan Mazur (dziennikarz)
Jan Mazur ps. Jasiołek (ur. 1947 w Jarosławiu zm. 13 lutego 2008 we Wrocławiu) – dziennikarz, redaktor muzyczny Polskiego Radia Wrocław, znawca jazzu.
Studiował polonistykę na Uniwersytecie Wrocławskim. Po wydarzeniach marcowych w 1968 zmuszony do wzięcia urlopu dziekańskiego. Wieloletni prezes Wrocławskiego Oddziału Polskiego Stowarzyszenia Jazzowego. Współorganizator festiwalu Jazz nad Odrą (wielokrotny jego konferansjer) i Wrocławskiego Festiwalu Jazzowego. Delegat środowiska dziennikarskiego na I Krajowy Zjazd NSZZ „Solidarność”.
W plebiscycie „Słowa Polskiego” w 1996 został Dżentelmenem Roku.
Został pochowany 19 lutego 2008 roku na Cmentarzu Grabiszyńskim we Wrocławiu.